# Tarif binôme
 (mars 2023).
Si vous disposez d'ouvrages ou d'articles de référence ou si vous connaissez des sites web de qualité traitant du thème abordé ici, merci de compléter l'article en donnant les références utiles à sa vérifiabilité et en les liant à la section « Notes et références ».
En économie industrielle, on désigne par tarif binôme (en anglais : two-tier tariff ou two-part tariff) un prix composé d'une partie fixe (un abonnement ou une franchise) et d'une partie proportionnelle à la quantité de bien acheté.
Le tarif binôme est très employé en organisation industrielle, car[pas clair] il constitue le cas le plus simple de prix non-linéaire par rapport à la quantité de biens achetés. De plus, on peut montrer que quand l'information n'est pas trop incomplète, il permet à un principal d'éviter le problème de double marginalisation (le fait qu'un agent économique en situation de monopole fixe un prix plus élevé que celui résultant de la confrontation de l'offre et la demande en concurrence parfaite, ce qui lui permet de maximiser son profit).